# Pleurothecium recurvatum
Pleurothecium recurvatum är en svampart som först beskrevs av Andrew Price Morgan, och fick sitt nu gällande namn av Franz Xaver von Höhnel 1923. Pleurothecium recurvatum ingår i släktet Pleurothecium, ordningen Sordariales, klassen Sordariomycetes, divisionen sporsäcksvampar och riket svampar.   Inga underarter finns listade i Catalogue of Life.